# مگان ترینر
مگان الیزابت ترینر (انگلیسی: Meghan Elizabeth Trainor؛ زادهٔ ۲۲ دسامبر ۱۹۹۳) خواننده-ترانه‌سرای آمریکایی است. او در سال ۲۰۱۴ قراردادی با اپیک رکوردز امضاء و اولین تک‌آهنگش، «همش تو فکر بیس هستم»، را منتشر کرد که به صدر جدول بیلبورد هات ۱۰۰ رسید و ۱۱ میلیون نسخهٔ در جهان به فروش رساند. ترینر شش آلبوم استودیویی با این ناشر منتشر کرده و افتخارات مختلفی شامل جایزهٔ گرمی بهترین هنرمند جدید ۲۰۱۶ را کسب کرده‌است.
ترینر از سنین جوانی به موسیقی علاقه نشان داد و به‌طور مستقل سه آلبوم آکوستیک را نوشت و ضبط کرد. او از سال ۲۰۱۳ شروع به نوشتن و تهیهٔ ترانه برای سایر هنرمندان کرد. ترینر در سال ۲۰۱۵ اولین آلبوم پاپ و هیپ هاپ خود با نام تایتل را منتشر کرد که به صدر جدول بیلبورد ۲۰۰ رسید. تک‌آهنگ «نه» آغازگر آلبوم بعدی و آراندبی او با نام سپاسگزارم بود که هر دو به رتبهٔ سوم جدول ایالات متحده رسیدند. ترینر سومین آلبوم استودیویی خود با نام به خودم حال بدم که از موسیقی الکترونیک تأثیر گرفته را در سال ۲۰۲۰ منتشر کرد.
زنانگی، تصویر بدنی و توانمندسازی شخصی در اشعار ترینر که متأثر از موسیقی عامه‌پسند دههٔ ۱۹۵۰ است و ژانرهای پاپ، آراندبی، دوو واپ و سول چشم‌آبی را در هم می‌آمیزد، اغلب مضامین موسیقی ترینر را تشکیل می‌دهند. خارج از موسیقی، او صداپیشگی فیلم‌های انیمیشنی اسمورف‌ها: دهکده گمشده (۲۰۱۷) و پلی‌موبیل (۲۰۱۹) را بر عهده داشته‌است. افتخارات او شامل یک جایزهٔ گرمی، چهار جایزهٔ موسیقی پاپ انجمن آهنگسازان، پدیدآوران و ناشران آمریکا و دو جایزهٔ موسیقی بیلبورد می‌شود.

## زندگی و حرفه

### ۱۹۹۳ تا ۲۰۰۸: کودکی
مگان ترینر در ۲۲ دسامبر ۱۹۹۳ در نانتاکت، ماساچوست به‌عنوان دختر پدر و مادری جواهرفروش به نام‌های کلی ان و گری ترینر زاده شد. او دو برادر به نام‌های رایان و جاستین دارد. او در ۶ سالگی آغاز به خوانندگی کرد و نخستین ترانهٔ خود را نیز در ۱۱ سالگی نوشت. او در سن ۱۵ سالگی از جانی اسپامپیناتو، عضو سابق گروه ان‌آربی‌کیو، درس‌های نواختن گیتار را دریافت کرد.

### ۲۰۰۹ تا ۲۰۱۳: آغاز حرفه
مگان ترینر بین سن ۱۵ تا ۱۷ سالگی سه آلبوم مستقل به نام‌های مگان ترینر (در ۲۰۰۹) و با تو خواهم خواند (در ۲۰۱۰) و فقط ۱۷ (در ۲۰۱۰) منتشر کرد. تک‌آهنگ‌های اولیهٔ او، نگه‌داری از سربازهایمان در سال ۲۰۱۰ و کسی که می‌خواهم باشم در سال ۲۰۱۲ بودند. در سال ۲۰۱۳ او به نیویورک و لس آنجلس نقل مکان کرد و در انتشار و نوشتن آهنگ‌های پاپ و کانتری مشارکت نمود. او در ژوئن همان سال کوین کادیش را ملاقات کرد و آن‌ها در همان ماه شروع به همکاری کردند.

### ۲۰۱۴ تا ۲۰۱۵: رکوردشکنی با عنوان

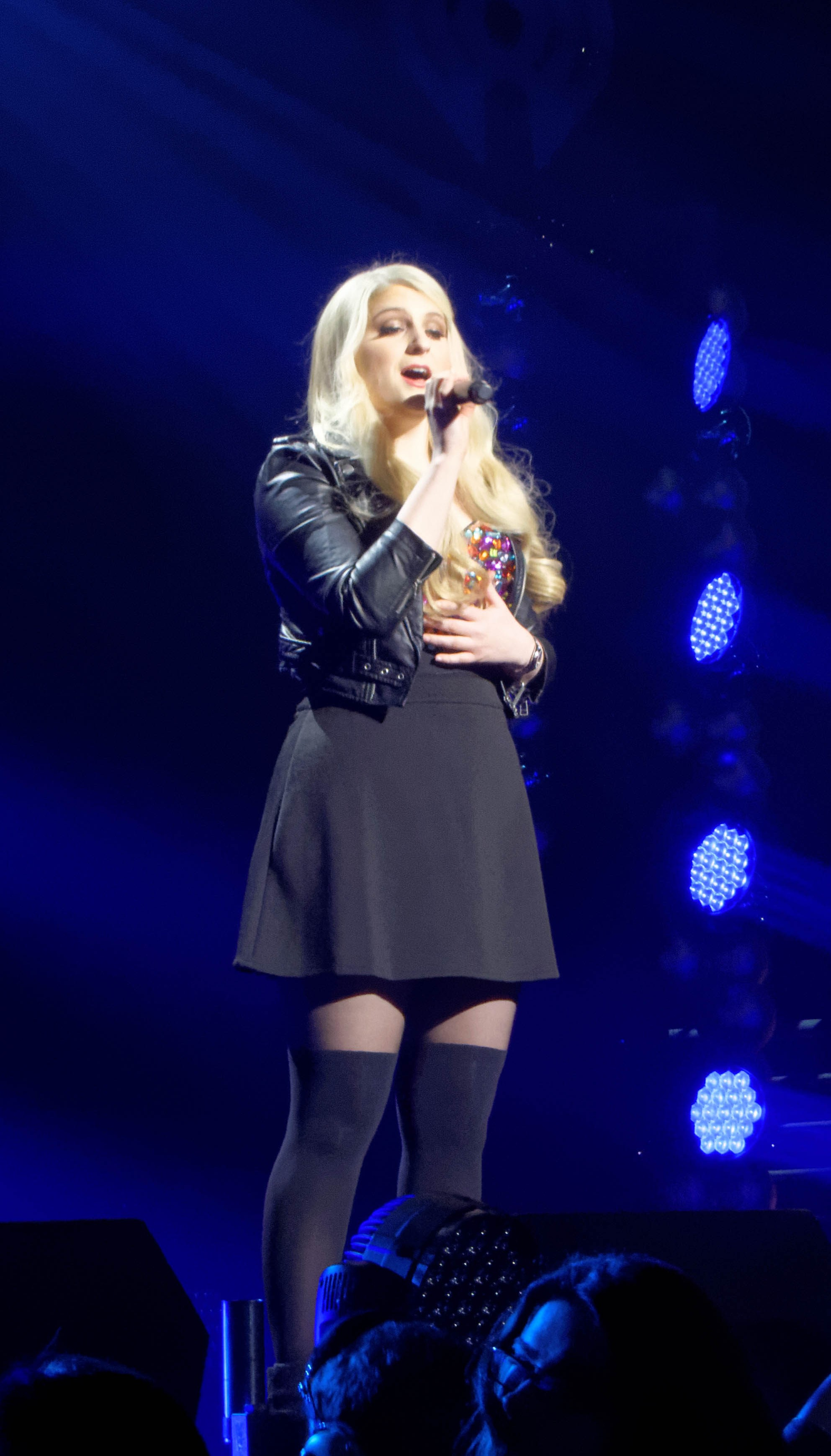
ترینر در حال اجرا در فیلادلفیا در سال ۲۰۱۴

مگان ترینر و کادیش در نوشتن ترانه همش تو فکر بمم با هم همکاری نمودند. این تک‌آهنگ در ۳۰ ژوئن ۲۰۱۴ منتشر شد و در ۵۸ کشور به مقام اول رسید و با ۱۱ میلیون فروش جهانی تا دسامبر ۲۰۱۴ و نماهنگی با بیش از ۱ میلیارد بازدید در یوتیوب به یکی از موفق‌ترین و پرفروش‌ترین تک‌آهنگ‌های همه زمان‌ها تبدیل شد.
آلبوم «عنوان» در ۹ ژانویه ۲۰۱۵ منتشر و در چارت‌ها به موفقیت‌های فراوانی دست یافت. سایر تک‌آهنگ‌های این آلبوم «لب‌ها در حال حرکتند»، «شوهر آینده عزیز» و «مثل اینکه دارم از دستت می‌دهم» بودند.

### ۲۰۱۶: سپاسگزارم
«نه» نخستین تک‌آهنگ آلبوم سپاسگزارم در ۴ مارس ۲۰۱۶ منتشر شد و به رتبهٔ ۳ در ۱۰۰ آهنگ داغ بیلبورد دست یافت. کمی بعد وی در پنجاه و هشتمین مراسم جایزه گرمی، جایزه گرمی بهترین هنرمند جدید را دریافت کرد. کمی بعد از انتشار نه وی چهار تک‌آهنگ تبلیغاتی به نام‌های من را در حال انجام دادن تماشا کن، خودم را دوست دارم، بهتر (همراه با یو گوتی) و مامان (همراه با کلی ترینر-مادرش) منتشر کرد. وی تور غیرقابل‌لمس را به‌عنوان حامی این آلبوم ایجاد کرد. دومین تک‌آهنگ این آلبوم به نام «منم همین‌طور» در ۵ مه ۲۰۱۶ منتشر شد. نماهنگ این ترانه در ۹ همان ماه منتشر و بعداً به دلیل لاغر نشان دادن زیاد مگان پاک شد و نسخهٔ بدون ویرایش آن فردای همان روز بارگذاری شد.

## زندگی شخصی
او در ۲۲ دسامبر ۲۰۱۸ و همزمان با تولد ۲۵ سالگی‌اش با داریل سابارا ازدواج کرد. در اکتبر ۲۰۲۰، ترینر با انتشار عکس سونوگرافی خود اعلام کرد که باردار است و پسرشان در ۸ فوریه ۲۰۲۱ به دنیا آمد. فرزند دوم آن‌ها در ژوئیه ۲۰۲۳ به‌دنیا آمد.

## آلبوم‌ها
- عنوان (۲۰۱۵) (به انگلیسی:Title)
- سپاسگزارم (۲۰۱۶) (به انگلیسی: Thank you)
- قطار عشق (۲۰۱۹) (به انگلیسی: The Love Train)
- تحویل‌گرفتن خودم (۲۰۲۰) (به انگلیسی: Treat Myself)
- ا وری ترینر کریسمس (۲۰۲۰)
- آن را پس بگیر (۲۰۲۲)
- ماندگار (۲۰۲۴)

## تورها
- تور بم (۲۰۱۵)
- تور ام‌ترین (۲۰۱۵)
- تور غیرقابل‌لمس (۲۰۱۶)
- تور ماندگار (۲۰۲۴)